# Пръжки
Пръжки (също познати и като джумерки) (на сръбски език – чварци, на руски език – шкварки, на английски език – pork rind) е популярно ястие, произведено от сланина (понякога с месо), която се стопява чрез пържене.
В България те се считат за вторичен продукт при производството на свинска мас, която се използва за готвене или домашен сапун.

## Начин на приготвяне
Нарязаната на парчета сланина се пържи в голям казан, докато казанът не се изпълни с мазнината от самите пръжки (мас). Когато цветът на пръжките и маста започне да потъмнява, пръжките се изцеждат от мазнината и се оставят да изстинат.
Маста се отделя за допълнително използване (готвене, производство на домашен сапун), а пръжките се осоляват и се консумират като самостоятелно ястие или се добавят към качамак, тутманик и др. ястия. Структурата им трябва да бъде хрупкава, като в България се предпочита в пръжките да има и парченца месо, което им дава допълнителен вкус.
Популярно мезе в България, Сърбия, Румъния, Северна Македония, Русия, Канада, САЩ и Великобритания.